# Five Boro Bike Tour

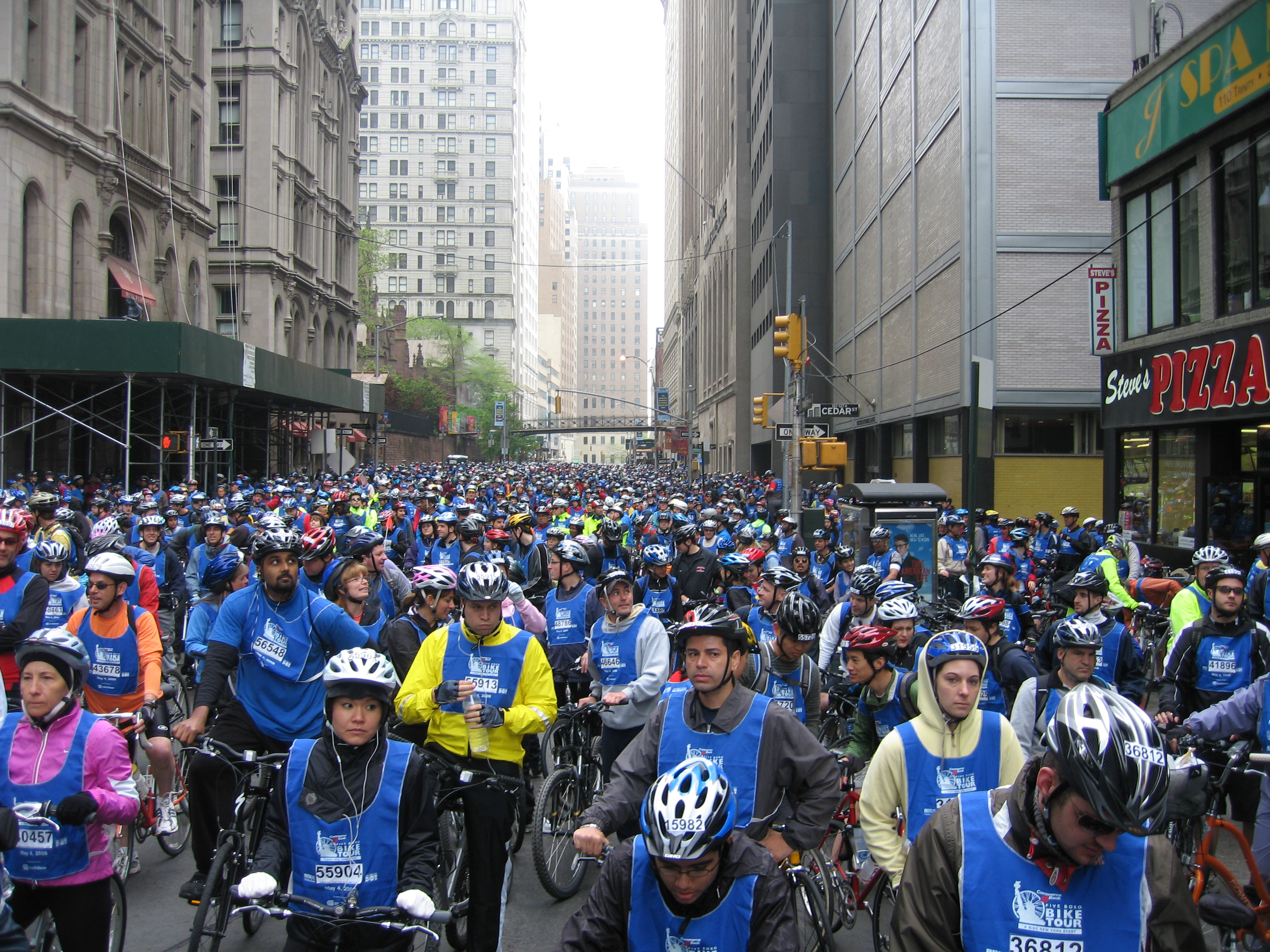
Riders at the starting point

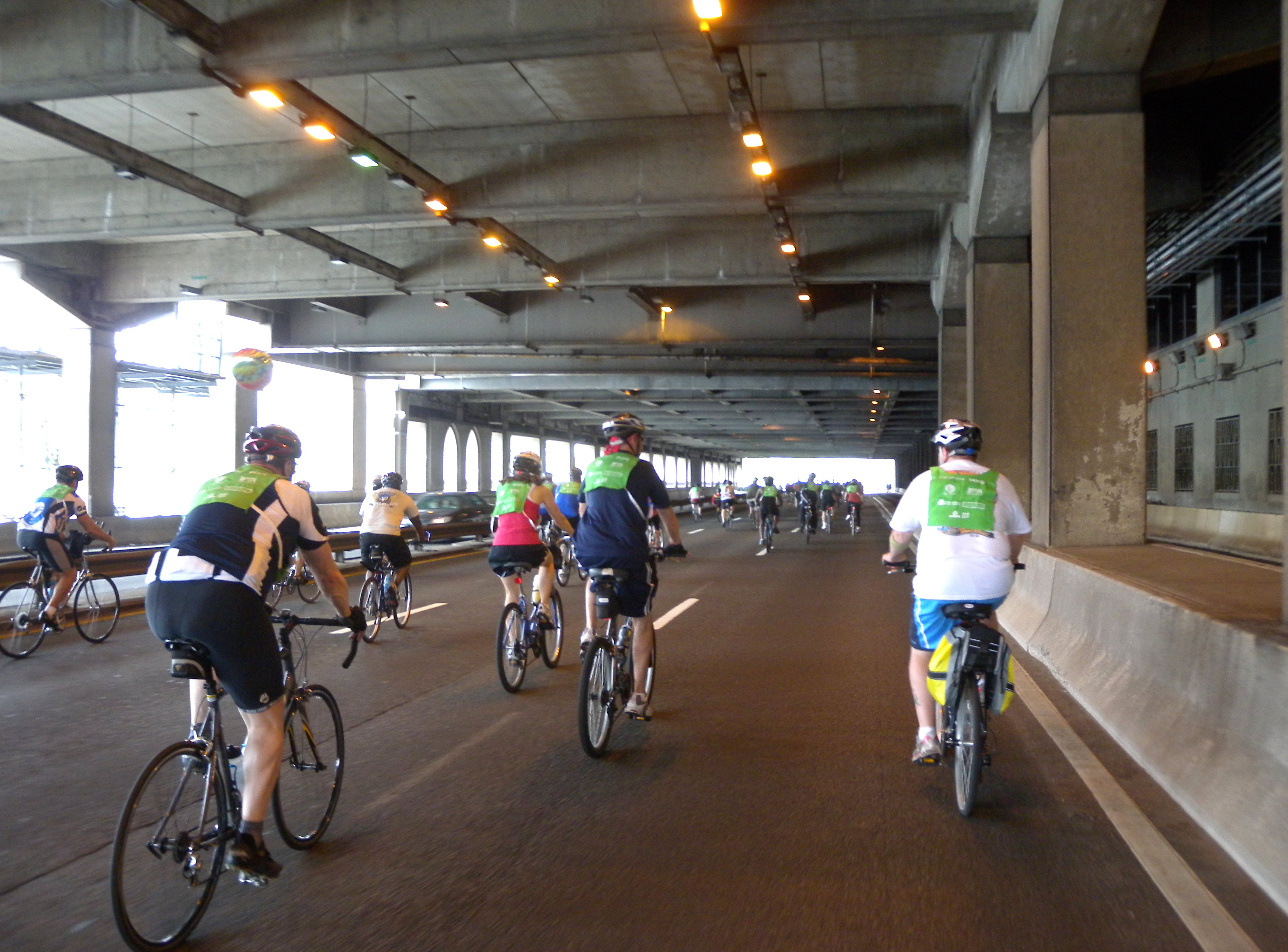
On FDR Drive

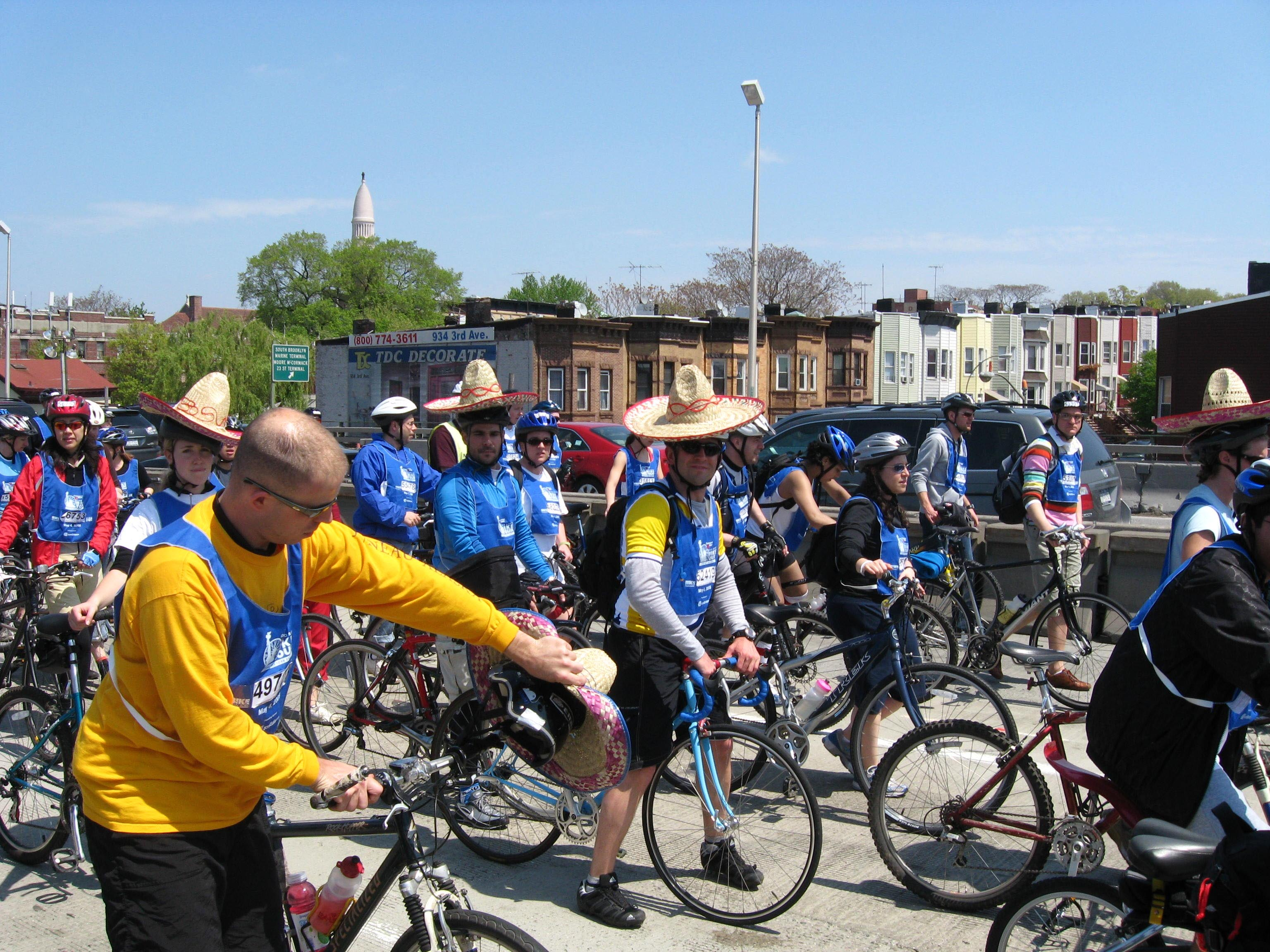
On Gowanus Expressway

Die TD Five Boro Bike Tour ist eine jährlich stattfindende Radfahrveranstaltung in New York City. Der Veranstalter ist Bike New York. Jeweils am ersten Sonntag im Mai starten über 30.000 Fahrradfahrer auf der 64 Kilometer langen Strecke, die durch alle fünf Stadtbezirke (Boroughs) und über fünf größere Brücken führt. Die Strecke enthält mehrere Abschnitte auf Brücken und Stadtautobahnen, die gewöhnlicherweise für Radfahrer nicht zugelassen, jedoch für diese Veranstaltung für den Autoverkehr gesperrt sind.

## Geschichte
Die Veranstaltung wurde zum ersten Mal am 12. Juni 1977 mit 250 Teilnehmern unter dem Namen Five Boro Challenge auf einem 80-Meilen-Rundkurs durchgeführt. Das Ziel dieser ersten Tour war Schüler weiterführender Schulen auf Sicherheit beim Radfahrern zu trainieren.
Erst danach wurde die Tour zu einem Volkslauf-ähnlichen Event weiterentwickelt, wofür die Strecke auf 40 Meilen (etwa 64 Kilometer) gekürzt und die Streckenführung angepasst wurde.
Zwischen 1979 und 1990 war die Citibank Hauptsponsor der Veranstaltung. Als sie im Jahr 1991 den Sponsorenvertrag kündigte, konnte die Tour nicht stattfinden, da kurzfristig kein anderer Sponsor gefunden werden konnte. Erst 1992 kaufte die TD Bank die Namensrechte und ermöglichte damit erneut die Tour.

## Streckenverlauf
Die Route beginnt im südöstlichen Manhattan nahe Ground Zero in nördlicher Richtung über die Sixth Avenue und durch den Central Park, um dann weiter durch Harlem und über die Madison Avenue Bridge in die Bronx führen. Nur wenige hundert Meter später geht es zurück nach Manhattan und dann in südlicher Richtung entlang des East River auf dem FDR Drive, einer der Stadtautobahnen. Danach wird der East River über die Queensboro Bridge in den Stadtbezirk Queens gekreuzt von wo aus es weiter in südlicher Richtung gen Brooklyn über die Pulaski Bridge geht. Das Finale ist die Strecke auf dem Brooklyn–Queens Expressway über die zweistöckige Verrazano-Narrows Bridge in den Stadtbezirk Staten Island. Von dort aus können die Teilnehmer mit den Autofähren nach Manhattan übersetzen.